# رایان دونالسون
رایان دونالسون (انگلیسی: Ryan Donaldson؛ زادهٔ ۱ مهٔ ۱۹۹۱) یک بازیکن فوتبال است.